# TauTona Mine
TauTona Mine (Копальня «Тау-Тона») або Western Deep No.3 Shaft («Західна шахта глибокого залягання № 3») — золотовидобувний рудник в ПАР. При глибині 3,9 км є однією з найглибших шахт у світі. За глибиною проведення робіт з видобування з нею за перше місце може змагатися лише шахта Мпоненг.

## Огляд
Шахта є однією з трьох Західних шахт глибокого залягання золотовидобувного району West Wits на захід від Йоганнесбурга. Розташована поблизу містечка Картелонвілл неподалік від шахт Мпоненг і Савука. Таутона і Савука мають спільний завод з переробки. Власником всіх трьох шахт є компанія AngloGold Ashanti. Шахту побудувала 1957 року компанія Anglo American. Її перший стовбур сягав глибини 2 км. Назва Таутона означає «великий лев» у перекладі з мови сетсвана. Розпочала роботу 1962 року. Є однією з найбільш вигідних шахт у Південній Африці й залишається в експлуатації навіть за низької ціни на золото. Від початку її експлуатації було введено ще два додаткових стовбури, які й дали шахті теперішню сумарну глибину. На сьогодні протяжність тунелів складає 800 км і для їх розробки залучено близько 5,600 шахтарів. В середньому кожен рік 5 осіб гине під час нещасних випадків. Видобуток проходить настільки глибоко, що температура може досягати рівнів, які роблять роботу неможливою. Використовують спеціальне обладнання для вентиляції, щоб понизити температуру від 55 °C до 28 °C. Температура на поверхні породи сягає 60 °C.
В року 2008 шахта досягнула глибини близько 3.9 км нижче поверхні землі, обійшовши East Rand Mine (3,5 км), і ставши, таким чином, найглибшою у світі. Цей новий стовбур поглибив шахту на 300 метрів і продовжив її роботу до 2015 року.
Піднімальна кліть, що опускає працівників із поверхні до дна, пересувається зі швидкістю 16 м/с (58 км/г). Разом із переміщенням на горизонтальних візках до місця роботи вся подорож займає близько 1 години.
Про шахту йшлося в одній з телепередач циклу Мегаспоруди телеканалу National Geographic Channel.
2008 року на шахті Таутона загинуло 4 робітники, а загалом на всіх шахтах West Wits трапилось 7 таких випадків і 14 по країні. Статистика покращилася у 2009 році, коли лише один робітник загинув.

## Видобуток
Статистика видобутку за декілька попередніх років:
| Рік  | Видобуток      | Вміст     | Ціна за унцію |
| 2003 | 646,000 унцій  | 12.09 г/т | $ 171         |
| 2004 | 568,000 унцій  | 10.88 г/т | $ 245         |
| 2005 | 502,000 унцій  | 9.62 г/т  | $ 256         |
| 2006 | 474,000 унцій  | 10.18 г/т | $ 269         |
| 2007 | 409,000 унцій  | 9.67 г/т  | $ 317         |
| 2008 | 314,000 ounces | 8.66 g/t  | US$ 374       |
| 2009 | 218,000 унцій  | 7.29 г/т  | $ 559         |
| 2010 | 259,000 унцій  | 7.01 г/т  | $ 700         |
| 2011 | 244,000 унцій  | 7.55 г/т  | $ 818         |
| 2012 | 189,000 унцій  | 7.63 г/т  | $ 924         |